# Capela de Nossa Senhora da Nazaré (Catujal)
A Capela de Nossa Senhora da Nazaré ou Igreja de Nossa Senhora da Nazaré é uma pequena capela localizada no sítio do Catujal, na antiga freguesia de Unhos, na atual freguesia de Camarate, Unhos e Apelação, Município de Loures, a poucos quilómetros de Lisboa, em Portugal, e dedicada a Nossa Senhora de Nazaré. Situa-se numa encosta com um significativo declive, que desce em direcção à Estrada Nacional 250 (que liga Sacavém a Loures), estando actualmente muito descaracterizada, devido à proliferação de construções clandestinas à sua volta.

## História
A capela foi construída no local onde outrora existia uma ermida, provavelmente da mesma devoção, tendo sido reconstruída em 1676, como se depreende de uma inscrição gravada numa lápide sobre a porta de entrada:
| “ | Á VIRGEM DE NAZARETH EDIFICARAM ESTA IGREJA OS SEUS DEVOTOS, OFFICIAES E MÓRDOMOS DE LISBOA, SENDO JUIZ, SEGUNDA VEZ, MANOEL RIBEIRO DE LIMA, DERRUBANDO-SE HUMA PEQUENA E ANTIGA ERMIDA, POR ARRUINADA, NESTE SÍTIO EM QUE ESTA IGREJA SE FUNDOU, EM O ANNO DE 1676. | ” |

Na capela-mor abobadada, encontra-se uma imagem de Nossa Senhora da Nazaré, e, ao lado do altar, pinturas representando cenas da vida da Virgem Maria, bem como o milagre que ocorreu a D. Fuas Roupinho no "Sítio" (a actual vila da Nazaré), por intervenção de Nossa Senhora. Num pedestal junto da imagem, pode ler-se:
| “ | ESTE RETÁBULO MANDARAM DOURAR E PINTAR OS DEVOTOS DE NOSSA SENHORA, DE LISBOA. ANNO 1612 | ” |

Nas imediações da capela, a cerca de 150 metros, existe ainda um cruzeiro e uma antiga fonte, rodeada por freixos.
A população do Catujal celebra anualmente, no mês de Junho, grandes festejos em honra da padroeira da povoação.